# Ebraismo ricostruzionista
L'ebraismo ricostruzionista (in ebraico יהדות רקונסטרוציוניסטית‎?, yahadút rekonstruktsyonistit, o יהדות מתחדשת, yahadút mitkhadéshet; in inglese: Reconstructionist Judaism), fondato negli Stati Uniti dal rabbino Mordecai Kaplan e dal rabbino Ira Eisenstein, rappresenta il quarto “ramo”, o denominazione, dell’ebraismo americano. 
La sede è a Wyncote, Pennsylvania (USA). La prima sede del movimento fu la sinagoga denominata "Society for the Advancement of Judaism" (it.: "Società per il progresso dell'Ebraismo"), fondata nel 1922 a New York e tuttora esistente. Per alcuni decenni il movimento fu parte integrante del movimento Conservatore (Conservative) negli USA, ma nel 1968 diventò una denominazione indipendente con la fondazione del Reconstructionist Rabbinical College (it. :Collegio rabbinico riconstruzionista) a Filadelfia, Pennsylvania.
Oggi il movimento Ricostruzionista è organizzato nella struttura denominata "Reconstructing Judaism", che racchiude in sé la federazione delle sinagoghe e comunità (Havourot) e il collegio rabbinico, e rappresenta una denominazione piccola ma consolidata nel panorama ebraico americano. Il rabbinato ricostruzionista e' rappresentato dall'Associazione Rabbinica Ricostruzionista o da altre realtà associative rabbiniche (p. es. Beit Kaplan).
Le sinagoghe e comunità ricostruzioniste non sono largamente diffuse nel mondo al pari di quelle liberali/riformate o conservatrici, e si trovano principalmente nel Nord America (Stati Uniti e Canada). Un piccolo numero di sinagoghe ricostruzioniste si trova in Brasile, in Europa e nei Caraibi.
L'ebraismo ricostruzionista nasce in seno al movimento Conservatore (Conservative) americano, quale componente sensibile alle istanze più liberali all'interno dello stesso. Per alcuni dei suoi aspetti, il ricostruzionismo ebraico (Shikkum Hayahadut) può oggi dirsi affine a certe istanze dell'ebraismo riformato, con il quale è in atto un reciproco riconoscimento all’interno del "World Union for Progressive Judaism" (it.: "Unione Mondiale  per l’Ebraismo Progressista"). Tuttavia, l'ebraismo ricostruzionista si caratterizza per una maggiore attenzione ad alcuni aspetti tradizionali, quali i riti celebrati durante le festività, le cerimonie di "accompagnamento" nel corso della vita (nascite, maturità religiosa, matrimoni, ecc.) e la preghiera comune, celebrata in ebraico, la cui struttura richiama quella in uso presso le sinagoghe masorti/conservatrici americane. 
Il ricostruzionismo include molte pratiche tradizionali (“folkways”) tra cui l'uso quotidiano di oggetti rituali quali ad esempio il tallit, (manto di preghiera) e i tefillin (filatteri) durante la preghiera, nonché l'uso di mantenere il capo coperto. 
Il movimento si fonda sui principi delle scelte democratiche, riconosce la parità tra uomini e donne in ogni ambito della vita comunitaria e in particolar modo nell'accesso al rabbinato e a cariche direttive, e non fa discriminazioni circa l’orientamento sessuale dei/delle propri aderenti.